# Georg Marchl
Georg Marchl (ur. 22 lutego 1964 w Wals-Siezenheim) – austriacki zapaśnik walczący w stylu klasycznym. Olimpijczyk z Los Angeles 1984, gdzie odpadł w eliminacjach w kategorii 82 kg. Zajął czternaste miejsce na mistrzostwach świata w 1983. Siódmy na mistrzostwach Europy w 1984 roku. Mistrz świata juniorów z 1982 roku.
- Turniej w Los Angeles 1984

W pierwszej rundzie pokonał Japończyka Yasutoshi Moriyamę, a przegrał z zawodnikiem RFN Siegfriedem Seiboldem i Jugosławii Momirem Petkoviciem.
Jego brat Anton Marchl był również zapaśnikiem, olimpijczykiem z Barcelony 1992.